# Olga Frolkina
Olga Eduárdovna Frolkina (en ruso: Ольга Эдуардовна Фролкина; Penza, 28 de julio de 1997) es una deportista rusa que compite en baloncesto en la modalidad de 3×3. Su hermana gemela Yevguéniya compite en el mismo deporte.
Participó en los Juegos Olímpicos de Tokio 2020, obteniendo una medalla de plata en el torneo femenino.

## Palmarés internacional
| Juegos Olímpicos | Juegos Olímpicos | Juegos Olímpicos | Juegos Olímpicos |
| Año              | Lugar            | Medalla          | Competición      |
| ---------------- | ---------------- | ---------------- | ---------------- |
| 2020             | Tokio (Japón)    | Medalla de plata | Torneo femenino  |